# 영등포구 을 (1950년 선거구)
영등포구 을은 대한민국의 옛 국회의원 선거구이다. 당시 서울특별시 영등포구의 일부 지역을 관할했다.

## 역사
2대 총선을 앞두고 기존의 영등포구 선거구가 갑, 을로 분구되면서 신설되었다.
1963년 6대 총선을 앞두고 기존의 영등포구 을 선거구 지역이 김포군과 부천군에서 영등포구에 편입된 지역과 합쳐져 새로운 영등포구 갑 선거구를 이루게 되면서 폐지되었다.

## 역대 국회의원
| 선거   | 정당 | 정당               | 의원   |
| ------ | ---- | ------------------ | ------ |
| 1950년 |      | 대한독립촉성국민회 | 류홍   |
| 1954년 |      | 대한국민당         | 이인   |
| 1958년 |      | 민주당             | 류홍   |
| 1960년 |      | 무소속             | 김석원 |

## 역대 선거 결과

### 대한민국 제2대 국회의원 선거
|  | 33.72% |

|  | 20.72% |

|  | 18.63% |

|  | 15.01% |

|  | 11.89% |

|  | 0% |

|  | 0% |

|  | 0% |

|  | 0% |

|  | 0% |

|  | 0% |

### 대한민국 제3대 국회의원 선거
|  | 35.75% |

|  | 24.35% |

|  | 15.09% |

|  | 10.10% |

|  | 4.22% |

|  | 3.78% |

|  | 3.62% |

|  | 3.06% |

### 대한민국 제4대 국회의원 선거
|  | 38.90% |

|  | 31.15% |

|  | 28.05% |

|  | 1.88% |

### 대한민국 제5대 국회의원 선거
|  | 46.30% |

|  | 36.89% |

|  | 5.73% |

|  | 4.87% |

|  | 4.66% |

|  | 0.86% |

|  | 0.66% |